# Monastero di Zlatá Koruna

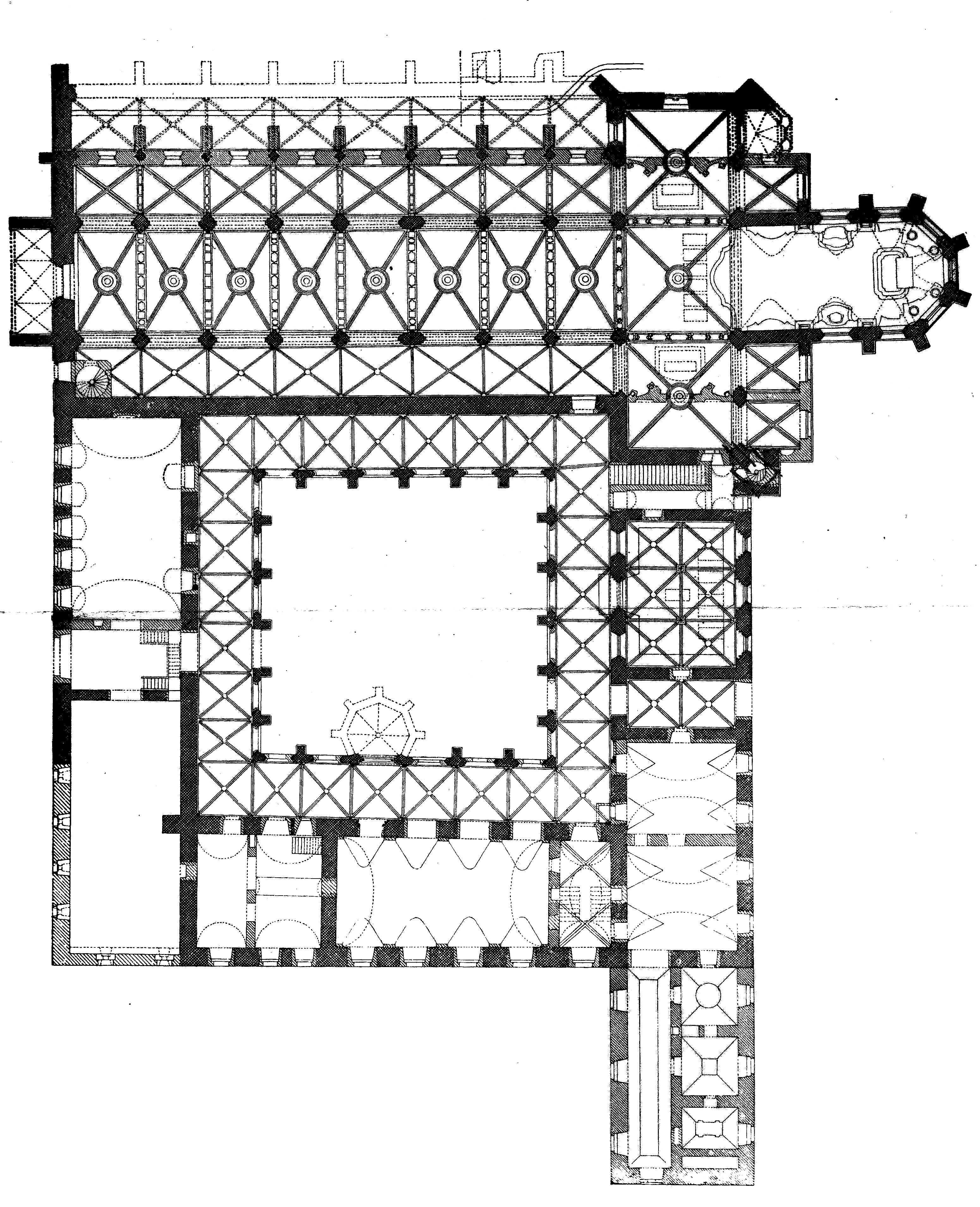
Pianta della chiesa e del chiostro.

Il monastero cistercense venne fondato nel 1263 dal re di Boemia Ottocaro II, come antagonista del monastero di Vyšší Brod, voluto invece dalla famiglia Rosenberg.

## Storia e descrizione
Al periodo intorno al 1300 risalgono il presbiterio e il transetto della chiesa gotica, intitolata all'Assunzione della Vergine Maria, mentre le tre navate principali furono completate intorno al 1370.

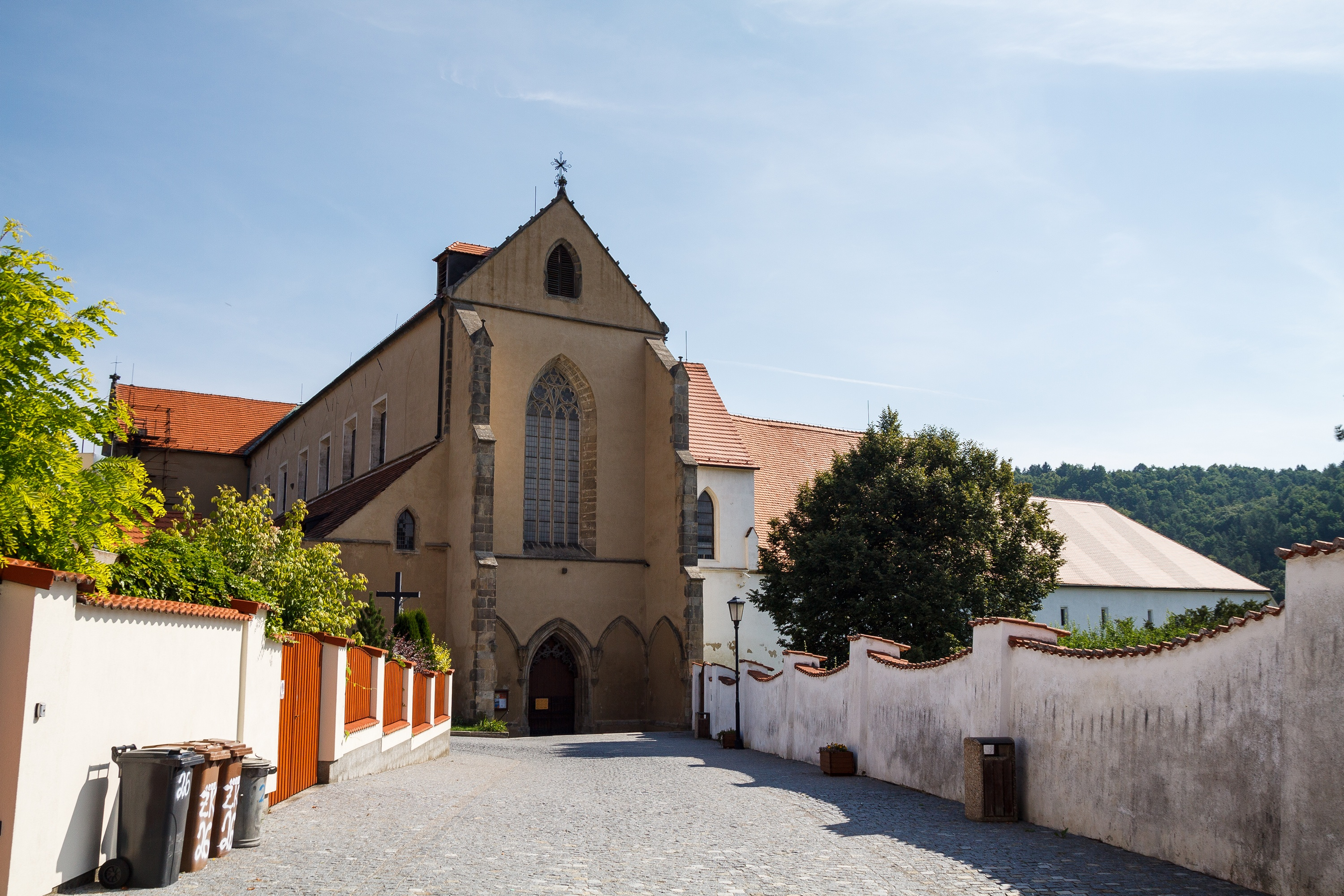
La facciata della chiesa

In un periodo successivo al 1663 la chiesa fu barocchizzata, mentre subì altri interventi di restauro negli anni 1839-1841.
La costruzione del monastero fu iniziata alla fine del XIII secolo, proseguì negli anni Trenta del XIV e fu ultimata negli anni 1360-1370.
Tra gli altri luoghi più importanti del monastero si annoverano la sala capitolare, risalente agli anni 1280-1290, e la coeva cappella degli Angeli custodi.
Il chiostro è decorato da stucchi e pitture murali che risalgono alla seconda metà del XVIII secolo.
Nel 1785 la comunità monastica fu soppressa, ma l'edificio fu restaurato a più riprese nel XX secolo e nel 1960 fu riaperto come monumento visitabile dal pubblico.